# 常序
常序（1495年—1536年），字子順，號清洋，山东東昌府堂邑县人，軍籍。明朝進士、官员。

## 生平
生于弘治八年乙卯五月二十三日，受业于穆孔暉門下。嘉靖元年（1522年）壬午科山东鄉試舉人，嘉靖五年（1526年）丙戌科第三甲第189名進士，授江西庐陵县知县，十一年十一月选授吏科给事中，十二年十二月升兵科左给事中，因疏救入狱的总督尚書劉源清，被下狱，後被释放。十三年奉命募兵延绥，升户科都给事中，十四年任會試同考官，十五年丁父忧归乡，十二月三十日卒于家，享年四十二。

## 家族
原籍蓟州，明初徙居堂邑。父常天魁，弘治乙卯舉人，官都察院司務。母宋氏。兄常庚。
妻子王氏（1499年-1586年），封孺人，福建盐运使、前監察御史王禄之女，鳳陽知府王應璧胞姊，生弘治己未八月十六日，卒于万历丙戌八月二十一日，享年八十八。生二子：亿春、万春。女子二，一适兵科左给事中冠县安宅，封孺人；一适东昌卫指挥同知时可晋，封恭人。孙女二，一适河南道御史傅光宅，封孺人。孙男二，长光祖，娶同邑郭文时女；次承宪，聘山西参政同邑許雲濤孫女。